# Мешхедские евреи
Еврейская община Мешхеда (перс. یهودیان مشهد‎) возникла в 1746 году. После погрома Аллахдад члены общины эмигрировали, спасаясь от преследований, а сейчас рассеяны по всему миру.

## История
Община возникла в 1746 году, когда Надир-шах Афшар потребовал переселения сорока еврейских семей из Казвина и Диламана в Калат. Эти семьи поселились в Мешхеде, и были выбраны для защиты сокровищ Надир-шаха и драгоценностей, которые он приобрёл из своего вторжения в Индию.

### До XIX века
- 1650 — Династия Сефевидов, правящая в Иране, призывает обратить в свою веру или убить всех иранских евреев.
- 1739 — Надир-шах Афшар вторгается в Индию.
- 1740 — Надир-шах привозит добычу из Индии в виде сокровищ и драгоценностей.
- 1746 — Надир-шах приказывает переселить сорок еврейских семей из Диламана и Казвина в провинцию Хорасан с целью охраны приобретённых им сокровищ и драгоценностей. Надир-шах благосклонно относится к евреям.
- 1747 — убит Надир-шах. Преследование иранских евреев возобновляется. 17 из 40 семей коренных жителей переезжают в гетто Эйдга в Мешхеде.
- 1750 — семь из первоначальных сорока семейств уходят из Сабзавара и селятся в Мешхеде.
- 1755 — шестнадцать из первоначальных сорока семейств уходят из Калата и поселяются в Мешхеде.

### XIX век
Многие евреи Мешхеда, включая главу местной еврейской общины муллу Махди Акаджана, служили агентами британского правительства. Это, а также недавней уходу Ирана из Герата в 1838 году под дипломатическим давлением британского правительства, в Мешхеде создавал все более враждебную атмосферу по отношению к евреям.
Событием, которое превратило эту группу иранских евреев в общину, стал Аллахабад — погром 1839 года. Растущая социальная напряженность, негодование и подозрения со стороны мусульман-шиитов вылились во взрывоопасное событие. Кровавый навет в день мусульманского праздника Ашура привел к разрушительному погрому. 27 марта 1839 года было убито около 36 евреев и примерно семь еврейских девочек были похищены, чтобы стать мусульманскими невестами. В течение следующих двадцати четырёх часов, под страхом смерти, около трехсот еврейских семей сделали вид, что приняли ислам, по совету лидеров своих общин. Термин Аллахдад был придуман вынужденными новообращенными, чтобы связать свои прошлые грехи с бедствием, которое они пережили. После насильственного обращения в ислам несколько еврейских семей, не в силах поддерживать видимость мусульманской веры, бежали в Герат в 1840 году. Подсчитано, что остальные члены общины продолжали вести двойную жизнь как тайные евреи. За это время «Новые мусульмане» могли похвастаться двумя известными шейхами, 57 известными хаджи, и 21 известным карбалаисом[неизвестный термин], сохраняя при этом свою тайную еврейскую идентичность. Их связи с исламской религией временами были сложными. Начиная с 1886 года мешхедские еврейские семьи постепенно мигрировали в Мерв и прилегающие районы Туркменистана, стремясь избежать преследований в Мешхеде и искать лучшие возможности для бизнеса в Российской империи. В 1890 году мусульмане пытаются разоблачить тайные еврейские похороны скрывающихся евреев. Потенциальный погром предотвращен. После завершения Хаджи, некоторые семьи из Мешхеда совершили Алию и отправились в Иерусалим, вместо того чтобы возвращаться из Мекки в Мешхед.

### XX и XXI века
В 1901 году Хаджи Адонья Хакохен построила первую мешхедскую еврейскую синагогу в Иерусалиме, за которой последовала синагога Хаджи Йехезкеля, построенная в 1905 году.
В 1910-х годах некоторые мешхедские евреи переехали в Лондон.
Осенью 1917 года гражданская война в России вызвала первое возвращение мешхедских евреев из Марва в Мешхед. Мешхедцы, оставшиеся в России, стали жертвой сталинской чистки мелкой буржуазии, и некоторые члены сообщества были заключены в тюрьму.
В 1925 году Реза-шах заключил соглашение со Сталиным об обмене иранскими и российскими гражданами. Заключенные мешхедцы были освобождены, чтобы снова вернуться домой. Теперь евреям было разрешено открыто исповедовать свою религию. Второй кровавый навет в 1946 году привел к постепенному переселению общины в толерантные города Тегеран и Иерусалим, присоединившись к нескольким мешхедским семьям, которые уже проживали там.
Начиная с 1940-х годов, некоторые мешхедские евреи переехали в Соединённые Штаты (тенденция сохранялась до 1980-х годов). К 1948 году еврейское население Мешхеда насчитывало 2500 человек. В 1950-х годах некоторые мешхедские евреи переехали в Германию и Италию. В 1979 году мешхедские евреи в Тегеране бежали во время иранской революции.
По оценкам Jerusalem Post, по состоянию на 2007 год насчитывалось около 15 000 евреев, бежавших из Мешхеда, большинство из которых проживало в Нью-Йорке и Израиле. Общины мешхедских евреев в настоящее время существуют в Израиле, Нью-Йорке, Милане, Гамбурге и Лондоне. К 2010 году более 20 000 мешхедских евреев проживали в Израиле, Нью-Йорке, Милане, Германии и Лондоне. По оценкам PeopleGroup, в США насчитывается 10 000 мешхедских евреев, в основном на полуострове Грейт-Нек, штат Нью-Йорк.